# Michael Chiesa
Michael Keith Chiesa ( /ˌkiˈɛsə/; Aurora, Colorado, 7 de diciembre de 1987) es un artista marcial mixto estadounidense y analista deportivo que compite en la división de peso wélter en Ultimate Fighting Championship.

## Carrera en las artes marciales mixtas

### Inicios
Comenzó su carrera profesional de artes marciales mixtas en 2008. Luchó por varias promociones regionales en el Noroeste del Pacífico, yendo invicto en sus primeras siete peleas, antes de ganar una oportunidad de aparecer en The Ultimate Fighter: Live.

### The Ultimate Fighter
Fue uno de los 32 luchadores de peso ligero anunciados por la UFC para participar en la primera temporada en vivo del reality show The Ultimate Fighter.
Se ganó su entrada en la casa de The Ultimate Fighter, y una bonificación de $5000 dólares, con una victoria por sumisión sobre Johnavan Vistante en las rondas de eliminación. Fue elegido como la quinta opción del equipo Faber. Su padre, enfermo terminal, murió poco después de su victoria.
Después de que su compañero de equipo Al Iaquinta consiguiera la primera victoria para el equipo Faber, su entrenador decidió que luchara contra Jeremy Larsen a continuación. Derrotó por decisión unánime en el segundo asalto.
En su combate de cuartos de final, se enfrentó al favorito Justin Lawrence. Después de dos asaltos muy disputados, los jueces declararon un empate y el combate fue a un tercer asalto de "victoria súbita". Al principio del tercer asalto, fue capaz de invertir a Lawrence en el suelo, conseguir una posición de montaje y ganar la pelea por TKO, ganando una bonificación por nocaut de $5000 dólares y un puesto en las semifinales.
Fue seleccionado para luchar contra el luchador del equipo Cruz James Vick en la ronda semifinal. Ganó el combate por TKO en el segundo asalto. Pasó a la final contra su compañero del equipo Faber Al Iaquinta.

### Ultimate Fighting Championship
Debutó en la UFC en The Ultimate Fighter 15 Finale el 1 de junio de 2012 contra su compañero del equipo Faber Al Iaquinta. Ganó el combate por sumisión en el primer asalto, convirtiéndose así en el ganador inaugural de The Ultimate Fighter: Live y recibió el premio a la Sumisión de la Noche.
Se esperaba que se enfrentara a Rafaello Oliveira el 8 de diciembre de 2012, en UFC on Fox: Henderson vs. Diaz. Sin embargo, Oliveira se vio obligado a abandonar el combate con una mano rota y fue sustituido por Marcus LeVesseur. Luego, durante la semana del evento, se vio obligado a abandonar el combate con LeVesseur con herpes y el combate se canceló por completo.
Se enfrentó contra Anton Kuivanen el 23 de febrero de 2013 en UFC 157. Ganó el combate por sumisión en el segundo asalto.
Se esperaba que se enfrentara a Reza Madadi el 27 de julio de 2013 en UFC on Fox: Johnson vs. Moraga. Sin embargo, el 14 de mayo de 2013, se anunció que Madadi fue retirado del combate debido a problemas de visa. En su lugar se enfrentó a Jorge Masvidal. Perdió el combate por sumisión en el segundo asalto.
Se enfrentó a Colton Smith el 6 de noviembre de 2013 en UFC: Fight for the Troops 3. Ganó el combate por sumisión en el segundo asalto. Esta victoria le valió el premio a la Sumisión de la Noche.
Se enfrentó a Francisco Trinaldo el 14 de mayo de 2014 en UFC 173. Ganó el combate por decisión unánime.
Se enfrentó a Joe Lauzon el 5 de septiembre de 2014 en UFC Fight Night: Souza vs. Mousasi. Ganó el combate por TKO en el segundo asalto. Este combate le valió el premio a la Pelea de la Noche.
Se enfrentó a Mitch Clarke el 4 de abril de 2015 en UFC Fight Night: Mendes vs. Lamas. Ganó el combate por decisión unánime.
Se enfrentó a Jim Miller el 10 de diciembre de 2015 en UFC Fight Night: Namajunas vs. VanZant. Ganó el combate por sumisión en el segundo asalto. Este combate le valió el premio a la Pelea de la Noche.
Se enfrentó a Beneil Dariush el 16 de abril de 2016 en UFC on Fox: Teixeira vs. Evans. Ganó el combate por sumisión en el segundo asalto. Esta victoria le valió el premio a la Actuación de la Noche.
Se esperaba que se enfrentara a Tony Ferguson el 13 de julio de 2016 en UFC Fight Night: McDonald vs. Lineker. Sin embargo, se retiró del combate el 27 de junio citando una lesión en la espalda y fue sustituido por el recién llegado a la promoción Lando Vannata.
Se enfrentó a Kevin Lee el 25 de junio de 2017 en UFC Fight Night: Chiesa vs. Lee. En una conferencia de prensa de inicio del verano de la UFC en asociación con UFC 211, Lee mencionó que la madre de Chiesa tenía entradas para el espectáculo, a lo que Chiesa respondió "no hables nunca de mi madre". Este altercado verbal acabó con golpes y ambos fueron escoltados fuera del escenario. Perdió el combate por sumisión en el primer asalto. Apeló a la Comisión Atlética del Estado de Oklahoma para que anulara la derrota, alegando que el árbitro Mario Yamasaki se equivocó tanto al detener el combate a pesar de que no hubo tapout ni pérdida de conocimiento como al permitir que Lee utilizara codazos ilegales hacia abajo, que le cortaron la cabeza.
Aunque le quedaba un combate en su contrato, firmó un nuevo acuerdo de cuatro combates con UFC a finales de agosto de 2017.
Se esperaba que se enfrentara a Anthony Pettis el 7 de abril de 2018 en UFC 223; sin embargo, el combate fue cancelado tras un incidente entre bastidores con Conor McGregor el 5 de abril de 2018. McGregor lanzó una plataforma móvil a un autobús de la UFC en el que viajaba Chiesa y rompió una ventana. Chiesa fue golpeado por fragmentos de vidrio y necesitó hospitalización posteriormente, lo que resultó en la cancelación del combate.
El combate con Pettis fue reprogramado para el 7 de julio de 2018 en UFC 226. En el pesaje, pesó 157.5 libras, 1.5 libras por encima del límite de peso ligero de 156 libras. Como resultado, el combate se llevó a cabo en un peso acordado y perdió el 30% de su bolsa a Pettis. Perdió el combate por sumisión en el segundo asalto. Poco después de la derrota, anunció su ascenso a la división de peso wélter.
El 10 de septiembre de 2018 dijo a los medios que había demandado a McGregor por asalto, agresión e imposición intencional de angustia emocional. También demandó al Barclay's Center por negligencia, aunque no reveló las cantidades ni más detalles de ninguno de los casos.

#### Subir a peso wélter
Se enfrentó a Carlos Condit el 29 de diciembre de 2018 en UFC 232. Ganó el combate por sumisión en el segundo asalto.
Se enfrentó a Diego Sánchez el 6 de julio de 2019 en UFC 239. Ganó el combate por decisión unánime. Dedicó la victoria a la memoria de Jess Roskelley.
Se enfrentó a Rafael dos Anjos el 25 de enero de 2020 en UFC Fight Night: Blaydes vs. dos Santos. Ganó el combate por decisión unánime.
Se enfrentó a Neil Magny el 20 de enero de 2021 en UFC on ESPN: Chiesa vs. Magny. Ganó el combate por decisión unánime.
Se enfrentó a Vicente Luque el 7 de agosto de 2021 en UFC 265. Perdió el combate por sumisión en el primer asalto.
Se enfrentó a Sean Brady el 20 de noviembre de 2021 en UFC Fight Night: Vieira vs. Tate. Perdió el combate por decisión unánime.
Chiesa estaba programado para enfrentarse a Li Jingliang el 8 de abril de 2023 en UFC 287. Sin embargo, Jingliang se retiró de la pelea debido a una lesión en la columna.
Chiesa enfrentó a Kevin Holland el 29 de julio de 2023 en UFC 291, perdiendo la pelea por una sumisión en el primer asalto.
Chiesa enfrentó a Tony Ferguson el 3 de agosto de 2024 en UFC on ABC 7. Ganó por sumisión en la primera ronda.

## Cine y televisión
Apareció en el premiado documental de artes marciales mixtas Fight Life. La película está dirigida por James Z. Feng y se estrenó en 2013.

## Campeonatos y logros
- Ultimate Fighting Championship
  - Ganador del torneo The Ultimate Fighter: Live
  - Pelea de la Noche (dos veces)
  - Sumisión de la Noche (dos veces)
  - Actuación de la Noche (una vez)
- Lords of the Cage
  - Campeonato de Peso Ligero de la LOTC (Una vez)[63]
- MMAJunkie.com
  - Sumisión del Mes de diciembre de 2018 vs. Carlos Condit[64]

## Récord en artes marciales mixtas
| Récord profesional | Récord profesional | Récord profesional |
| 26 peleas          | 19 victorias       | 7 derrotas         |
| ------------------ | ------------------ | ------------------ |
| Nocaut             | 0                  | 1                  |
| Sumisión           | 12                 | 5                  |
| Decisión           | 7                  | 1                  |

| Resultado | Récord | Oponente           | Método                                         | Evento                                  | Fecha                   | Ronda | Tiempo | Localización                | Notas                                                                           |
| --------- | ------ | ------------------ | ---------------------------------------------- | --------------------------------------- | ----------------------- | ----- | ------ | --------------------------- | ------------------------------------------------------------------------------- |
| Victoria  | 20-7   | Max Griffin        | Sumisión (rear-naked choke)                    | UFC 310                                 | 7 de diciembre de 2024  | 3     | 1:56   | Las Vegas, Nevada           |                                                                                 |
| Victoria  | 19-7   | Tony Ferguson      | Sumisión (rear-naked choke)                    | UFC on ABC: Sandhagen vs. Nurmagomedov  | 3 de agosto de 2024     | 1     | 3:44   | Abu Dhabi                   |                                                                                 |
| Derrota   | 18–7   | Kevin Holland      | Sumisión (D'Arce choke)                        | UFC 291                                 | 29 de julio de 2023     | 1     | 2:39   | Salt Lake City, Utah        |                                                                                 |
| Derrota   | 18-6   | Sean Brady         | Decisión (unánime)                             | UFC Fight Night: Vieira vs. Tate        | 20 de noviembre de 2021 | 3     | 5:00   | Las Vegas, Nevada           |                                                                                 |
| Derrota   | 18-5   | Vicente Luque      | Sumisión (estrangulamiento D'Arce)             | UFC 265                                 | 7 de agosto de 2021     | 1     | 3:25   | Houston, Texas              |                                                                                 |
| Victoria  | 18-4   | Neil Magny         | Decisión (unánime)                             | UFC on ESPN: Chiesa vs. Magny           | 20 de enero de 2021     | 5     | 5:00   | Abu Dhabi                   |                                                                                 |
| Victoria  | 17-4   | Rafael dos Anjos   | Decisión (unánime)                             | UFC Fight Night: Blaydes vs. dos Santos | 25 de enero de 2020     | 3     | 5:00   | Raleigh, Carolina del Norte |                                                                                 |
| Victoria  | 16-4   | Diego Sánchez      | Decisión (unánime)                             | UFC 239                                 | 6 de julio de 2019      | 3     | 5:00   | Las Vegas, Nevada           |                                                                                 |
| Victoria  | 15-4   | Carlos Condit      | Sumisión (kimura)                              | UFC 232                                 | 29 de diciembre de 2018 | 2     | 0:56   | Inglewood, California       | Regreso al peso wélter.                                                         |
| Derrota   | 14-4   | Anthony Pettis     | Sumisión (armadura de triángulo)               | UFC 226                                 | 7 de julio de 2018      | 2     | 0:52   | Las Vegas, Nevada           | Combate de peso acordado (157.5 libras); Chiesa no alcanzó el peso.             |
| Derrota   | 14-3   | Kevin Lee          | Sumisión técnica (estrangulamiento por detrás) | UFC Fight Night: Chiesa vs. Lee         | 25 de junio de 2017     | 1     | 4:37   | Oklahoma City, Oklahoma     |                                                                                 |
| Victoria  | 14-2   | Beneil Dariush     | Sumisión (estrangulamiento por detrás)         | UFC on Fox: Teixeira vs. Evans          | 16 de abril de 2016     | 2     | 1:20   | Tampa, Florida              | Actuación de la Noche.                                                          |
| Victoria  | 13-2   | Jim Miller         | Sumisión (estrangulamiento por detrás)         | UFC Fight Night: Namajunas vs. VanZant  | 10 de diciembre de 2015 | 2     | 2:57   | Las Vegas, Nevada           | Pelea de la Noche.                                                              |
| Victoria  | 12-2   | Mitch Clarke       | Decisión (unánime)                             | UFC Fight Night: Mendes vs. Lamas       | 4 de abril de 2015      | 3     | 5:00   | Fairfax, Virginia           |                                                                                 |
| Derrota   | 11-2   | Joe Lauzon         | TKO (parada médica)                            | UFC Fight Night: Souza vs. Mousasi      | 5 de septiembre de 2014 | 2     | 2:14   | Mashantucket, Connecticut   | Pelea de la Noche.                                                              |
| Victoria  | 11-1   | Francisco Trinaldo | Decisión (unánime)                             | UFC 173                                 | 24 de mayo de 2014      | 3     | 5:00   | Las Vegas, Nevada           |                                                                                 |
| Victoria  | 10-1   | Colton Smith       | Sumisión (estrangulamiento por detrás)         | UFC: Fight for the Troops 3             | 6 de noviembre de 2013  | 2     | 1:41   | Fort Campbell, Kentucky     | Sumisión de la Noche.                                                           |
| Derrota   | 9-1    | Jorge Masvidal     | Sumisión (estrangulamiento D'Arce)             | UFC on Fox: Johnson vs. Moraga          | 27 de julio de 2013     | 2     | 4:59   | Seattle, Washington         |                                                                                 |
| Victoria  | 9-0    | Anton Kuivanen     | Sumisión (estrangulamiento por detrás)         | UFC 157                                 | 23 de febrero de 2013   | 2     | 2:29   | Anaheim, California         |                                                                                 |
| Victoria  | 8-0    | Al Iaquinta        | Sumisión técnica (estrangulamiento por detrás) | The Ultimate Fighter: Live Finale       | 1 de junio de 2012      | 1     | 2:47   | Las Vegas, Nevada           | Ganó el torneo de peso ligero de The Ultimate Fighter 15. Sumisión de la Noche. |
| Victoria  | 7-0    | Darrell Fenner     | Sumisión (estrangulamiento por detrás)         | CageSport 16                            | 1 de octubre de 2011    | 1     | 0:45   | Tacoma, Washington          | Debut en el peso wélter.                                                        |
| Victoria  | 6-0    | Matt Coble         | Sumisión (estrangulamiento por detrás)         | Lords of the Cage 6                     | 16 de julio de 2011     | 1     | 2:13   | Manson, Washington          |                                                                                 |
| Victoria  | 5-0    | Evian Rodriguez    | Sumisión (estrangulamiento por detrás)         | Lords of the Cage 5                     | 28 de abril de 2011     | 1     | 1:03   | Airway Heights, Washington  |                                                                                 |
| Victoria  | 4-0    | Darcy James        | Sumisión (estrangulamiento D'Arce)             | Battlefield Fight League 7              | 26 de marzo de 2011     | 1     | 0:53   | Nanaimo, Columbia Británica |                                                                                 |
| Victoria  | 3-0    | Andy Paves         | Decisión (unánime)                             | Rumble on the Ridge 14                  | 20 de octubre de 2010   | 3     | 5:00   | Snoqualmie, Washington      |                                                                                 |
| Victoria  | 2-0    | Brian Wilson       | Decisión (unánime)                             | Arnett Promotions 3                     | 21 de febrero de 2009   | 3     | 5:00   | Clarkston, Washington       |                                                                                 |
| Victoria  | 1-0    | Charon Spain       | Sumisión (estrangulamiento por triángulo)      | Thunder and Lightning                   | 16 de agosto de 2008    | 2     | N/A    | Lapwai, Idaho               | Debut en el peso ligero.                                                        |